# Công viên lịch sử Phra Nakhon Khiri
Phra Nakhon Khiri (tiếng Thái: อุทยานประวัติศาสตร์พระนครคีรี) là một công viên lịch sử thuộc tỉnh Phetchaburi, Thái Lan, nằm trên một ngọn đồi nhìn ra thành phố. Tên Phra Nakhon Khiri có nghĩa là thành phố thánh thần, nhưng người dân địa phương quen gọi nó là Khao Wang, có nghĩa là ngọn đồi cung điện.

## Miêu tả
Công viên bao gồm ba nhóm xây dựng, nằm trên ba đỉnh của ngọn đồi cao 92m. Trên đỉnh phía tây là cung điện thực tế với cấu trúc liền kề. Đỉnh cao trung bình hoặc trung tâm là một Bảo tháp lớn có tên là Phra That Chom Phet. Đỉnh Đông là Wat Phra Kaeo, ngôi đền hoàng gia, được xây dựng trong thời gian tương tự như Chùa Phật Ngọc tại Bangkok. Toàn bộ phức hợp này được xây dựng như một cung điện mùa hè của vua Mongkut, với xây dựng hoàn thành vào năm 1860.
Điều thú vị ở chỗ nó công viên lịch sử này pha trộn nhiều phong cách kiến trúc nước ngoài như châu Âu, Nhật Bản, Trung Quốc, thêm vào đó là phong cách Thái truyền thống.
Rama IV từng lưu tại đây và lập đài quan sát thiên văn bên cạnh Cung điện Hoàng gia. Đài quan sát này giúp du khách có một cái nhìn tốt bảo tháp trắng Chomphet gần đó và thị trấn Phetchaburi, và toàn bộ khu vực xung quanh. Có nhiều căn lều bán ăn nhẹ nhỏ ở gần Cung điện Hoàng gia nhằm cung cấp thực phẩm thực và đồ uống cho du khách, và một số cửa hàng quà tặng tại chân đồi ở phía trước của khu vực cáp treo và khu vực dừng xe của du khách trước khi lên đồi.
Công viên lịch sử này được đăng ký như một công viên lịch sử vào ngày 27 tháng 8 năm 1979, với hai trong số những tòa nhà cung điện ở đây hiện nay là chi nhánh của Bảo tàng Quốc gia Thái Lan.
Xung quanh công viên phong cảnh rất đẹp, với những ngọn núi đá và hàng cây gỗ tếch lá lớn dọc theo đường lên công viên mà nhà vua cho trồng. Gần đó là Tham Khao Luang - nơi mà du khách có thể tham quan về động vật hoang dã, với rất nhiều khỉ hoang dã.
Địa điểm tham quan này đã được in trên bộ tem công viên Phra Nakhon Khiri do bưu chính Thái Lan phát hành năm 1989. 

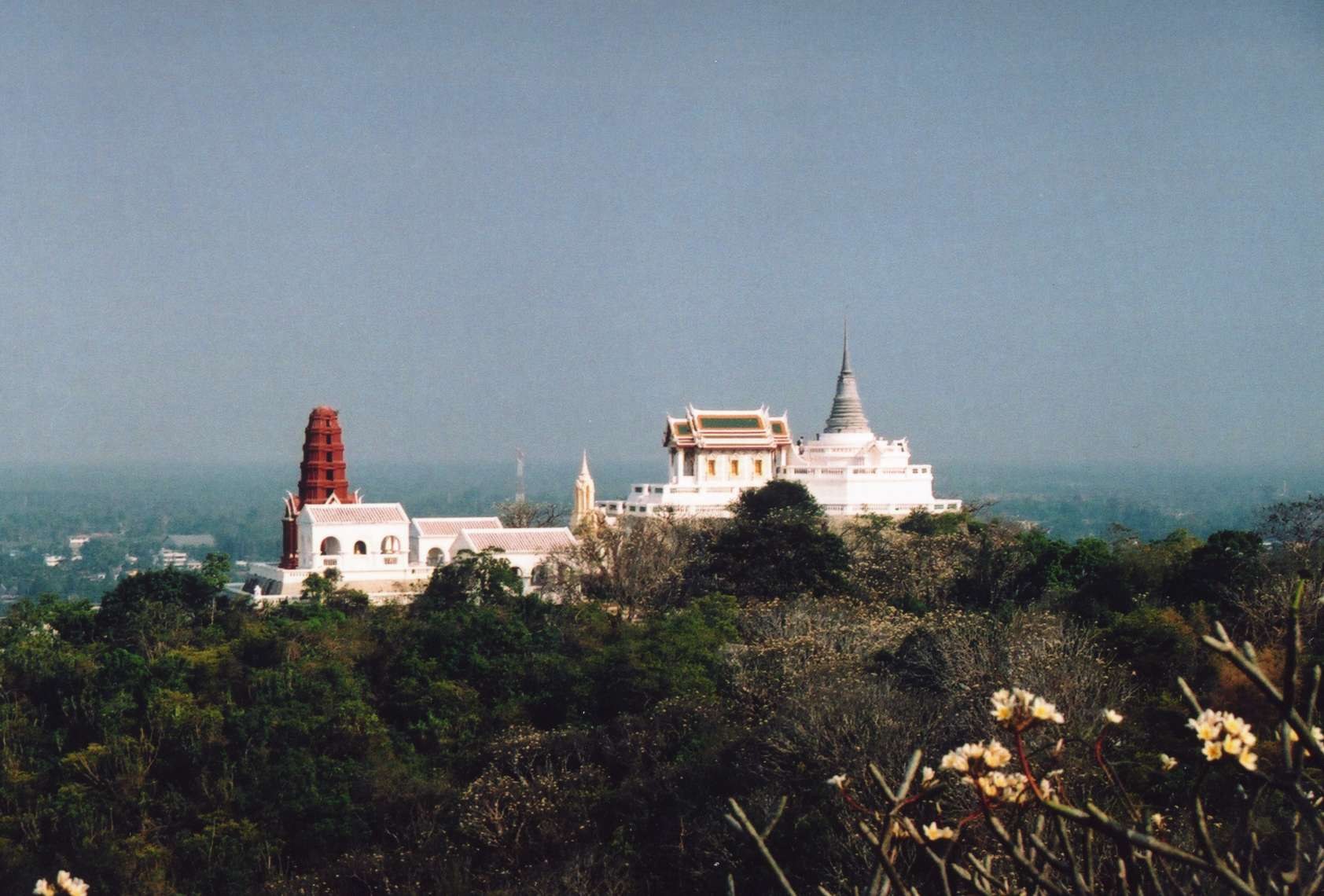
Wat Phra Kaeo-nguyên bản giống Wat Phra Kaeo tại Bangkok

## Các công trình chính tại công viên
- Sala Thasana Nakhathareuk
- Fortification
- Coach-house
- Stables
- Ratcha Wallaphakan
- Sala Luk Khun
- Public resting place
- Sala Dan Na
- Sala Yen Chai
- Phiman-Phetmahet Halls
- Phra Thinang Santhakarn Sathan Theatre
- Sala Dan Klang
- Wachara Phiban Fortress
- Tim Dap Ongkarak
- Rong Sukathan
- Phra Thinang Pramot Mahaisawan
- Royal kitchen
- Storeroom
- Phra Thinang Ratchathamma Sapha
- Sala Dan Lang
- Phra That Chom Phet
- Chatuwet Paritaphat Pavilion
- Chedi Phra Sutthasela
- Belfry
- Phra Prang Daeng
- Pavilions

## Chú ý
Do khỉ được thả hoang dã nên dễ dẫn đến tình trạng khỉ cướp giật ví, bóp và máy chụp hình của du khách. Hãy cẩn thận khi tiếp cận bầy khỉ ở đây và khuyến cáo không đưa thức ăn cho khỉ cũng như sử dụng máy chụp hình gần bầy khỉ của công viên.